# Juanjo Mena
Juanjo Mena (ou Juan José Mena ; 21 septembre 1965, Vitoria-Gasteiz, Pays Basque, Espagne), est un chef d'orchestre espagnol. Son frère Carlos est un contre-ténor  et sa sœur Elena, chercheuse en chimie.

## Biographie
Juanjo Mena commence ses études musicales au Conservatoire de Vitoria-Gasteiz, puis au Conservatoire de Madrid, la composition et l'orchestration avec Carmelo Bernaola et la direction d'orchestre avec Enrique García Asensio (en). Grâce à une bourse d'études Guridi-Bernaola, il étudie également la direction à Munich, avec Sergiu Celibidache. En 1997, le Gouvernement basque sélectionne Juanjo Mena pour former l'Orchestre des jeunes de l'Euskal Herria. Par la suite, il devient le chef adjoint de l'Orchestre symphonique d'Euskadi.
De 1999 à 2008, Mena est directeur artistique et chef principal de l'orchestre symphonique de Bilbao. Avec cet orchestre, il réalise des enregistrements pour Naxos, d'œuvres de Jesús Guridi et Andrés Isasi. En 2004, il fait ses débuts en tant que chef invité en Amérique du Nord avec l'orchestre symphonique de Baltimore. Mena est principal chef invité du Teatro Carlo Felice de Gênes, de 2007 à 2010. Il est principal chef invité de l'orchestre philharmonique de Bergen, de 2007 à 2013. En juillet 2010, le BBC Philharmonic annonce la nomination de Juanjo Mena en tant que neuvième chef principal, dès la saison 2011-2012, avec un contrat initial de trois ans, pour une douze de concerts par an,. Mena dirige cet orchestre lors de quatre concerts, avant sa nomination. En 2013, son contrat est prolongé pour trois années supplémentaires. Il termine son mandat de chef d'orchestre principal du BBC Philharmonic à l'été 2018. Juanjo Mena et le BBC Philharmonic ont enregistré pour le label Chandos la musique de Gabriel Pierné, Manuel de Falla et de Xavier Montsalvatge. En 2016, l'Orchestre national d'Espagne nomme Mena en tant que nouveau directeur associé (chef principal invité). En octobre 2016, le festival de mai de Cincinnati annonce la nomination de Juanjo Mena en tant chef principal, à compter de la saison 2017-2018, avec un contrat initial de trois ans.
Mena et sa femme Noemi ont deux enfants. En janvier 2017, Mena reçoit le prix Medalla de Oro de Álava.